# Transplant de măduvă
Transplantul de măduvă este o terapie pentru leucemie care presupune transplantul de la un membru de de familie sau un om cu asemănări de ADN.